# Sauber C21
A Sauber C21 egy Formula–1-es versenyautó, amelyet a Sauber csapat tervezett és versenyeztetett a 2002-es Formula–1 világbajnokságban. Pilótái Nick Heidfeld és az újonc Felipe Massa voltak, továbbá az utóbbit az amerikai nagydíjon helyettesítő Heinz-Harald Frentzen.

## Áttekintés
Az autó alapja az előző évi C20-as modell volt, amely a csapat történetének addigi legjobb, konstruktőri negyedik helyezését hozta. Apróbb változtatások voltak csak hozzá képest, többek között a hűtőrácsok, a felfüggesztés és a hátsó rész módosultak, emellett kisebb és könnyebb váltót építettek bele. Az első szárny az év elején különleges kialakítású volt: középen, az orrkúp alatt egy bemélyedés volt, a szárnytartó elemek pedig fordított V-alakban voltak felszerelve. A belga nagydíjtól ezt leváltották egy hagyományosabb kialakításra.
Ahogy korábban, úgy most is Petronas névre átcímkézett Ferrari-motorokat használtak, de nem a legfrissebbeket, hanem az előző évieket, költségcsökkentési céllal.
Szezon közben nehezebben ment az autó továbbfejlesztése, ugyanis a csapat nem rendelkezett saját szélcsatornával, annak építése pedig elhúzódott. Változtattak az aerodinamikán, a padlólemezen, a motorborításon, az első szárnyon, és csökkentették a tömegét is az autóknak. A motor is kapott kisebb fejlesztéseket, de 2002 augusztusát követően már a következő évi autóra koncentráltak, és emiatt egy kis formahanyatlás is bekövetkezett.
Az autók festése megegyezett az előző évivel. Az utolsó három versenyen az oldalukra egy kampány keretében a "STOP AIDS" feliratot festették fel.

## A szezon
Jól indult az idény, a csapat a középmezőny legerősebb tagja volt. Habár Massa és Heidfeld is kiestek a szezonnyitó ausztrál nagydíjon, Malajziában kettős pontszerzést ünnepelhettek - Massa ráadásul élete második nagydíján tette ezt. Ugyancsak erős kettős pontszerzésük volt a spanyol versenyen is - de ezt leszámítva Massa már csak a Nürburgringen, Heidfeld pedig csak a brit és a német nagydíjakon szerzett pontot.
Rengeteg pontot dobtak el műszaki hibák miatt. Heidfeld fékjei elszálltak a brazil nagydíjon, Imolában rádióproblémák hátráltatták, az osztrák nagydíjon pedig a fékezés közben irányíthatatlanná vált autója belerohant Szató Takuma Jordanjébe. Kanadában mindkét versenyzőt azért büntették meg, mert az elektronikai rendszer meghibásodása miatt a boxutcában nem tudták tartani a sebességhatárt.
Massa több versenyről a tapasztalatlansága miatt esett ki. Az olasz nagydíjon összeütközött Pedro de la Rosa Jaguarjával, ami miatt a következő versenyre tíz rajthelyes büntetést kapott. A csapat ezért leváltotta őt és Heinz-Harald Frentzent ültette be a helyére erre a versenyre.
Heidfeld kevesebb hibával versenyzett ugyan, de a formahanyatlást ő sem volt képes megállítani, így az utolsó öt versenyen már pontot sem szereztek.

## Eredmények
| Év   | Csapat          | Motor        | Gumik | Pilóták               | 1   | 2   | 3   | 4   | 5   | 6   | 7   | 8   | 9   | 10  | 11  | 12  | 13  | 14  | 15  | 16  | 17  | Pontok | Helyezés |
| ---- | --------------- | ------------ | ----- | --------------------- | --- | --- | --- | --- | --- | --- | --- | --- | --- | --- | --- | --- | --- | --- | --- | --- | --- | ------ | -------- |
| 2002 | Sauber Petronas | Petronas 02A | B     |                       | AUS | MAL | BRA | SMR | ESP | AUT | MON | CAN | EUR | GBR | FRA | GER | HUN | BEL | ITA | USA | JPN | 11     | 5.       |
| 2002 | Sauber Petronas | Petronas 02A | B     | Nick Heidfeld         | KI  | 5   | KI  | 10  | 4   | KI  | 8   | 12  | 7   | 6   | 7   | 6   | 9   | 10  | 10  | 9   | 7   | 11     | 5.       |
| 2002 | Sauber Petronas | Petronas 02A | B     | Felipe Massa          | KI  | 6   | KI  | 8   | 5   | KI  | KI  | 9   | 6   | 9   | KI  | 7   | 7   | KI  | KI  |     | KI  | 11     | 5.       |
| 2002 | Sauber Petronas | Petronas 02A | B     | Heinz-Harald Frentzen |     |     |     |     |     |     |     |     |     |     |     |     |     |     |     | 13  |     | 11     | 5.       |

† - nem fejezte be a futamot, de rangsorolták, mert teljesítette a versenytáv 90 százalékát